# Sibila pérsica

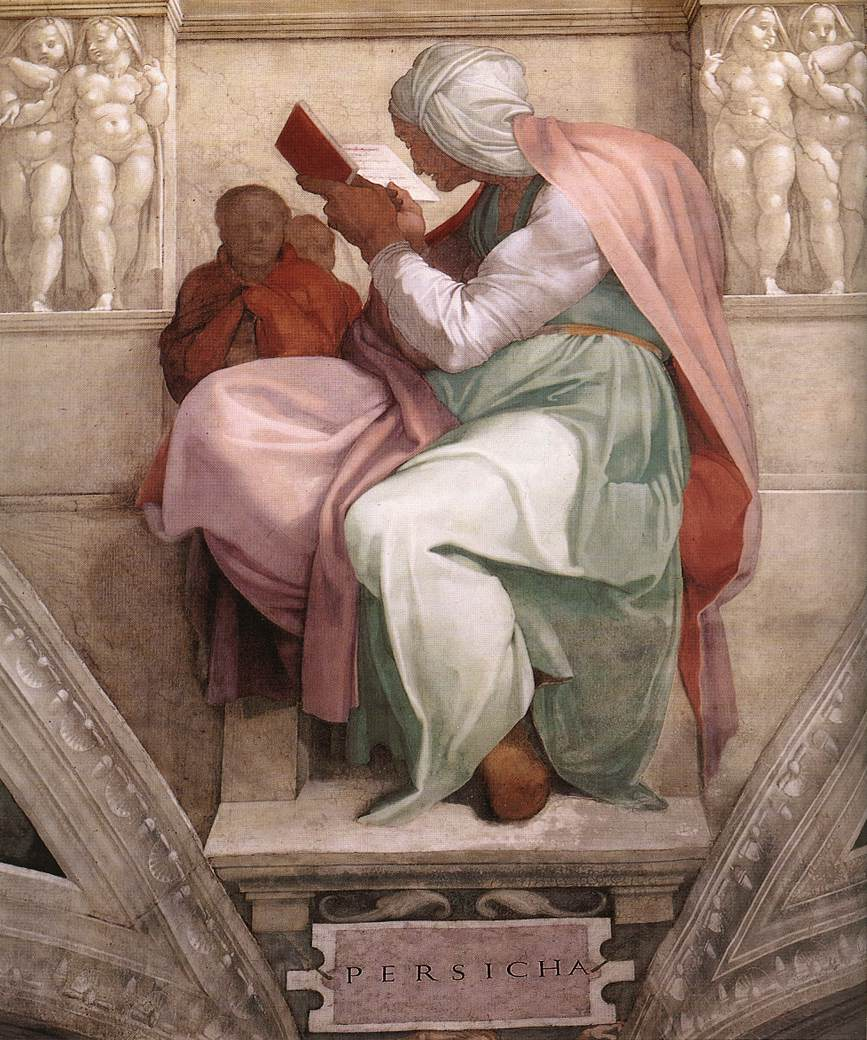
La sibila pérsica representada por Miguel Ángel en la Capilla Sixtina.

La sibila pérsica también llamada sibila babilónica, hebrea o egipcia, era una sacerdotisa profética que presidía el Oráculo de Apolo. 
La palabra "Sibila" viene (a través del latín) de la palabra griega antigua sibulla, que significa "profetisa". Había muchas sibilas en el mundo antiguo, pero la sibila persa supuestamente predijo las hazañas de Alejandro Magno. Es mencionada por Nicanor, quien escribió la vida de Alejandro.
La sibila persa tuvo por lo menos tres nombres: Sambethe, Helrea y Sabbe.
Se decía que Sambethe pertenecía a la familia de Noé. Una pintura de la sibila pérsica realizada por Guercino se encuentra en el Museo Capitolino en Roma.
Pausanias, haciendo una parada en Delfos para enumerar cuatro sibilas, menciona una "sibila hebrea".
La enciclopedia bizantina medieval, Suda, atribuye a la Sibila hebrea la autoría de los oráculos sibilinos, una colección de textos del siglo II al IV que se recogieron en el siglo VI.